# كيلي كلاين
كيلي كلاين (بالإنجليزية: Kelly Klein)‏ هي مصارعة محترفة وممثلة أمريكية، ولدت في 28 يناير 1986 في سانت لويس في الولايات المتحدة.

## روابط خارجية
- كيلي كلاين على موقع CageMatch worker (الإنجليزية)